# Primera División (Chile) 1943
Die Primera División 1943, auch unter dem Namen 1943 Campeonato Nacional de Fútbol Profesional bekannt, war die 11. Saison der Primera División, der höchsten Spielklasse im Fußball in Chile.
Die Meisterschaft gewann das Team von Unión Española. Es war der erste Meisterschaftstitel der Vereinsgeschichte.

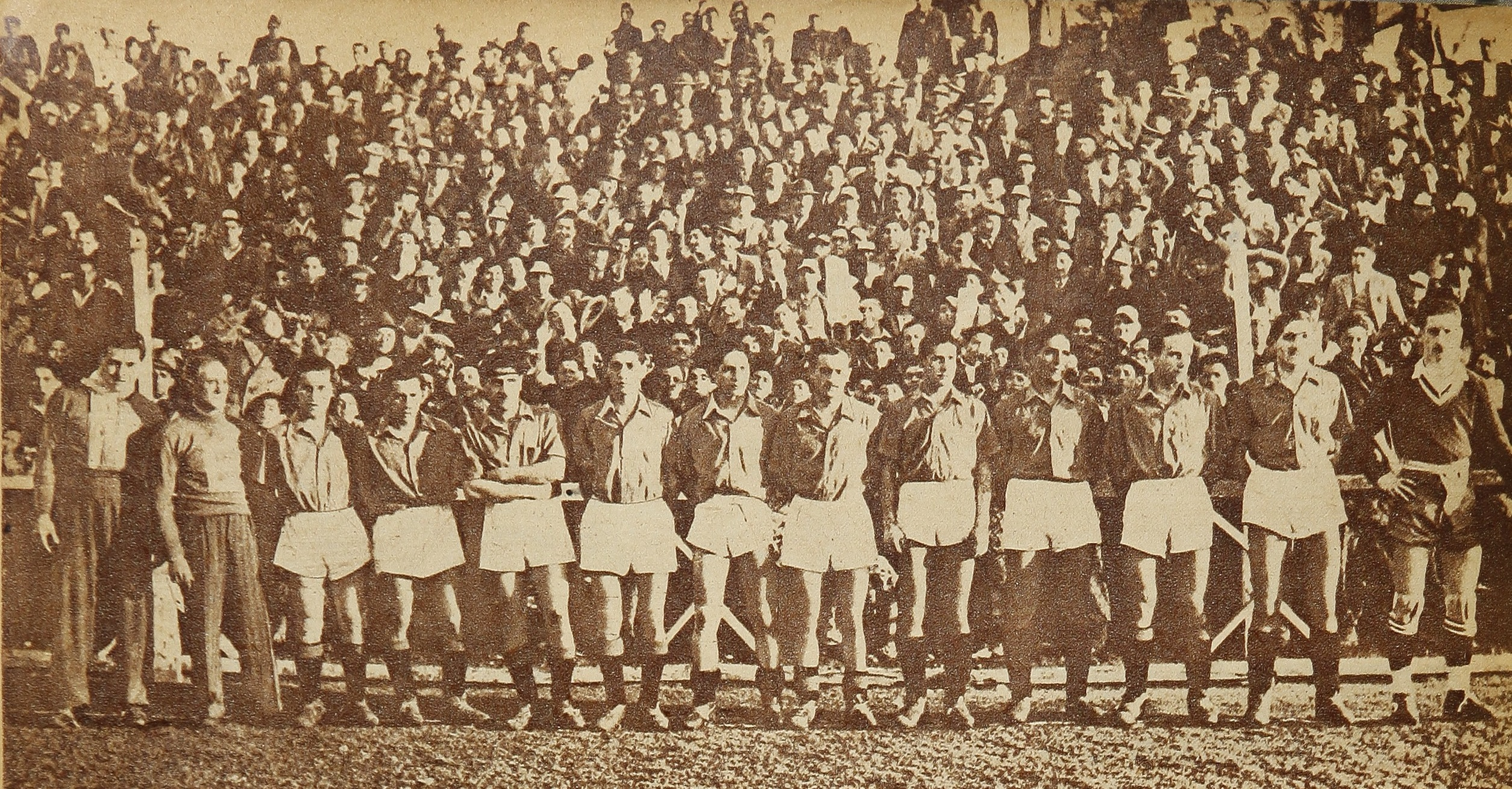
Das Meisterteam von Unión Española 1943

## Modus
Die zehn Teams spielen jeder gegen jeden mit Hin- und Rückspiel. Sieger ist die Mannschaft mit den meisten Punkten. Bei Punktgleichheit entscheidet das Torverhältnis.

## Teilnehmer
Teilnehmer waren zehn Teams aus der Hauptstadt Santiago. Es spielten die gleichen Teams wie im Vorjahr. Der Gewinner der zweiten Liga Maestranza Central aus San Bernardo wurde nicht in der ersten Liga akzeptiert.

## Tabelle
| Pl.                       | Verein               | Sp. | S  | U | N  | Tore    | Diff. | Punkte |
| ------------------------- | -------------------- | --- | -- | - | -- | ------- | ----- | ------ |
| 1.                        | Unión Española       | 18  | 9  | 8 | 1  | 039:260 | +13   | 26     |
| 2.                        | CSD Colo-Colo        | 18  | 10 | 4 | 4  | 051:260 | +25   | 24     |
| 3.                        | CD Magallanes        | 18  | 10 | 4 | 4  | 047:290 | +18   | 24     |
| 4.                        | CD Green Cross       | 18  | 9  | 1 | 8  | 051:510 | ±0    | 19     |
| 5.                        | Universidad Católica | 18  | 7  | 5 | 6  | 037:410 | −4    | 19     |
| 6.                        | Santiago Morning (M) | 18  | 7  | 3 | 8  | 045:510 | −6    | 17     |
| 7.                        | Badminton FC         | 18  | 6  | 4 | 8  | 036:390 | −3    | 16     |
| 8.                        | Universidad de Chile | 18  | 4  | 7 | 7  | 024:340 | −10   | 15     |
| 9.                        | Audax Italiano       | 18  | 4  | 6 | 8  | 029:350 | −6    | 14     |
| 10.                       | Santiago National    | 18  | 2  | 2 | 14 | 028:550 | −27   | 06     |
| Quelle: , Stand: Endstand |                      |     |    |   |    |         |       |        |

## Beste Torschützen
| Rang | Spieler         | Klub                 | Tore |
| ---- | --------------- | -------------------- | ---- |
| 1    | Luis Machuca    | Unión Española       | 18   |
|      | Víctor Mancilla | Universidad Católica | 18   |